# Ierland op de Olympische Zomerspelen 1980
Ierland nam deel aan de Olympische Zomerspelen 1980 in Moskou, Sovjet-Unie. Het land nam deel onder de olympische vlag en won in totaal twee medailles.

## Medailleoverzicht
| Sport  | Olympiër                      | Discipline      | Medaille |
| ------ | ----------------------------- | --------------- | -------- |
| Zeilen | David Wilkins James Wilkinson | flying dutchman | Zilver   |
| Boksen | Hugh Russell                  | -51kg (m)       | Brons    |

## Deelnemers en resultaten per onderdeel

### Atletiek
| Olympiër       | Discipline         | Resultaat | Prestatie                                                                     |
| -------------- | ------------------ | --------- | ----------------------------------------------------------------------------- |
| Ray Flynn      | 1500m (m)          | 19e       | serie 3: 6de in 3.42,0                                                        |
| Eamonn Coghlan | 5000m (m)          | 4e        | serie 3: 3de in 13.45,4 halve finale 2: 2de in 13.28,8 finale: 4de in 13.22,8 |
| Mick O'Shea    | 5000m (m)          | 27e       | serie 2: 10de in 14.03,0                                                      |
| John Treacy    | 5000m (m)          | 7e        | serie 1: 4de in 13.44,8 halve finale 1: 4de in 13.40,4 finale: 7de in 13.23,7 |
| John Treacy    | 10000m (m)         | DNF       | serie 1: niet gefinisht                                                       |
| Dick Hooper    | marathon (m)       | 38e       | 2:23.53                                                                       |
| Pat Hooper     | marathon (m)       | 42e       | 2:30.28                                                                       |
| Seán Egan      | kogelslingeren (m) | 16e       | kwalificatie: 16de met 63,94m                                                 |

### Boksen
| Olympiër       | Discipline  | Resultaat | Prestatie |
| -------------- | ----------- | --------- | --- |
| Gerry Hawkins  | -48kg (m)   | 9e        | 1ste ronde: vrij 2de ronde: V van BUL Mustafov: 0-5                                                                                    |
| Hugh Russell   | -51kg (m)   | Brons     | 1ste ronde: W van IRQ Khiniab: 5-0 2de ronde: W van TAN Mlundwa: 5-0 kwartfinale: W van PRK Yo: 3-2 halve finale: V van BUL Lesov: 0-5 |
| Phil Sutcliffe | -54kg (m)   | 17e       | 1ste ronde: vrij 2de ronde: V van MEX Zaragoza: 0-5                                                                                    |
| Barry McGuigan | -57kg (m)   | 9e        | 1ste ronde: vrij 2de ronde: W van TAN Mabushi: scheidsrechterlijke beslissing 3de ronde: V van ZAM Kabunda: 1-4                        |
| Seán Doyle     | -60kg (m)   | 9e        | 1ste ronde: W van VEN Trujillo: scheidsrechterlijke beslissing 2de ronde: V van ROU Livadaru: scheidsrechterlijke beslissing           |
| Martin Brerton | -63,5kg (m) | 17e       | 1ste ronde: V van CUB Aguilar: scheidsrechterlijke beslissing                                                                          |
| P. J. Davitt   | -67kg (m)   | 17e       | 1ste ronde: V van ROU Budușan: 0-5 |

### Boogschieten
| Olympiër             | Discipline      | Resultaat | Prestatie                                                                              |
| -------------------- | --------------- | --------- | -------------------------------------------------------------------------------------- |
| Jim Conroy           | individueel (m) | 37e       | 1ste ronde: 37ste met 1017 punten 2de ronde: 37ste met 1041 punten totaal: 2061 punten |
| Willie Swords        | individueel (m) | 31e       | 1ste ronde: 32ste met 1106 punten 2de ronde: 31ste met 1106 punten totaal: 2212 punten |
|                      |                 |           |                                                                                        |
| Hazel Greene Pereira | individueel (v) | 19e       | 1ste ronde: 16de met 1123 punten 2de ronde: 22ste met 1106 punten totaal: 2229 punten  |

### Judo
| Olympiër         | Discipline | Resultaat | Prestatie                                                    |
| ---------------- | ---------- | --------- | ------------------------------------------------------------ |
| Alonzo Henderson | -71kg (m)  | 12e       | 1ste ronde: vrij 2de ronde: V van SEN Dionge                 |
| Dave McManus     | -71kg (m)  | 9e        | 1ste ronde: V van CUB Ferrer herkansingen: V van YUG Sikirić |

### Kanovaren
| Olympiër     | Discipline    | Resultaat | Prestatie                                            |
| ------------ | ------------- | --------- | ---------------------------------------------------- |
| Declan Burns | K-1 500m (m)  | 17e       | serie 1: 5de in 1.50,08 herkansingen: 4de in 1.53,65 |
| Ian Pringle  | K-1 1000m (m) | 17e       | serie 1: 5de in 3.53,01 herkansingen: 5de in 3.53,96 |

### Moderne vijfkamp
| Olympiër                                       | Discipline      | Resultaat | Prestatie    |
| ---------------------------------------------- | --------------- | --------- | ------------ |
| Sackville Currie                               | individueel (m) | 42e       | 4377 punten  |
| Jerome Hartigan                                | individueel (m) | 39e       | 4557 punten  |
| Mark Hartigan                                  | individueel (m) | 43e       | 4361 punten  |
| Sackville Currie Jerome Hartigan Mark Hartigan | team (m)        | 12e       | 13295 punten |

### Roeien
| Olympiër                                                  | Discipline      | Resultaat | Prestatie                                                                                          |
| --------------------------------------------------------- | --------------- | --------- | -------------------------------------------------------------------------------------------------- |
| Pat Gannon William Ryan                                   | twee-zonder (m) | 7e        | serie 3: 3de in 7.35,10 halve finale 1: 5de in 7.02,11 finale B: 1ste in 6.54,60                   |
| Christy O'Brien Denis Rice Liam Williams                  | twee-met (m)    | 11e       | serie 1: 5de in 8.13,16 herkansingen: 4de in 7.35,65                                               |
| Noel Graham Davey Gray Iain Kennedy Pat McDonagh Ted Ryan | vier-met (m)    | 11e       | serie 2: 4de in 7.00,28 herkansingen: 5de in 6.56,78                                               |
|                                                           |                 |           | |
| Frances Cryan                                             | skiff (v)       | 7e        | serie 2: 4de in 4.12,16 herkansingen: 2de in 3.59,17 halve finale 1: 4de in 3.49,22 finale B: 1ste |

### Schietsport
| Olympiër        | Discipline          | Resultaat | Prestatie                             |
| --------------- | ------------------- | --------- | ------------------------------------- |
| Ken Stanford    | 50m pistool         | 25e       | 545 punten: (87-89-87-95-95-92)       |
| Ken Stanford    | 25m snelvuurpistool | 33e       | 576 punten: (288-288)                 |
| Nick Cooney     | skeet               | 41e       | 180 punten: (22-24-23-24-23-20-22)    |
| Albert Thompson | skeet               | 32e       | 187 punten: (23-23-23-23-23-24-24-24) |
| Thomas Hewitt   | trap                | 11e       | 189 punten                            |

### Wielersport
| Olympiër      | Discipline       | Resultaat | Prestatie      |
| Weg           | Weg              | Weg       | Weg            |
| ------------- | ---------------- | --------- | -------------- |
| Billy Kerr    | wegwedstrijd (m) | 41e       | 5:05.47,9      |
| Tony Lally    | wegwedstrijd (m) | DNF       | niet gefinisht |
| Stephen Roche | wegwedstrijd (m) | 45e       | 5:08.57,9      |

### Zeilen
| Olympiër                      | Discipline      | Resultaat | Prestatie                     |
| ----------------------------- | --------------- | --------- | ----------------------------- |
| David Wilkins James Wilkinson | flying dutchman | Zilver    | 30,0 punten: (2-11-4-5-2-2-2) |

### Zwemmen
| Olympiër         | Discipline           | Resultaat | Prestatie               |
| ---------------- | -------------------- | --------- | ----------------------- |
| David Cummins    | 100m vrije slag (m)  | DNS       | serie 4: niet gestart   |
| David Cummins    | 200m vrije slag (m)  | DNS       | serie 6: niet gestart   |
| Kevin Williamson | 200m vrije slag (m)  | 35e       | serie 3: 6de in 1.57,37 |
| Kevin Williamson | 400m vrije slag (m)  | 26e       | serie 1: 5de in 4.09,01 |
| David Cummins    | 200m rugslag (m)     | 22e       | serie 1: 6de in 2.12,45 |
| David Cummins    | 100m vlinderslag (m) | 26e       | serie 5: 6de in 58,90   |
| David Cummins    | 200m vlinderslag (m) | 16e       | serie 4: 6de in 2.06,47 |
|                  |                      |           |                         |
| Catherine Bohan  | 100m schoolslag (v)  | 20e       | serie 3: 6de in 1.16,84 |
| Catherine Bohan  | 200m schoolslag (v)  | 20e       | serie 3: 5de in 2.43,30 |
| Catherine Bohan  | 400m wisselslag (v)  | 15e       | serie 3: 7de in 5.21,82 |

Afghanistan · Algerije · Andorra · Angola · Australië · België · Benin · Birma · Botswana · Brazilië · Bulgarije · Colombia · Congo-Brazzaville · Costa Rica · Cuba · Cyprus · Denemarken · Dominicaanse Republiek · Duitse Democratische Republiek · Ecuador · Ethiopië · Finland · Frankrijk · Griekenland · Groot-Brittannië · Guatemala · Guinee · Guyana · Hongarije · Ierland · IJsland · India · Irak · Italië · Jamaica · Joegoslavië · Jordanië · Kameroen · Koeweit · Laos · Lesotho · Libanon · Liberia · Libië · Luxemburg · Madagaskar · Mali · Malta · Mexico · Mongolië · Mozambique · Nederland · Nepal · Nicaragua · Nieuw-Zeeland · Nigeria · Noord-Korea · Oeganda · Oostenrijk · Peru · Polen · Portugal · Puerto Rico · Roemenië · San Marino · Senegal · Seychellen · Sierra Leone · Sovjet-Unie · Spanje · Sri Lanka · Syrië · Tanzania · Trinidad en Tobago · Tsjecho-Slowakije · Venezuela · Vietnam · Zambia · Zimbabwe · Zweden · Zwitserland